# Birger Ehrenberg

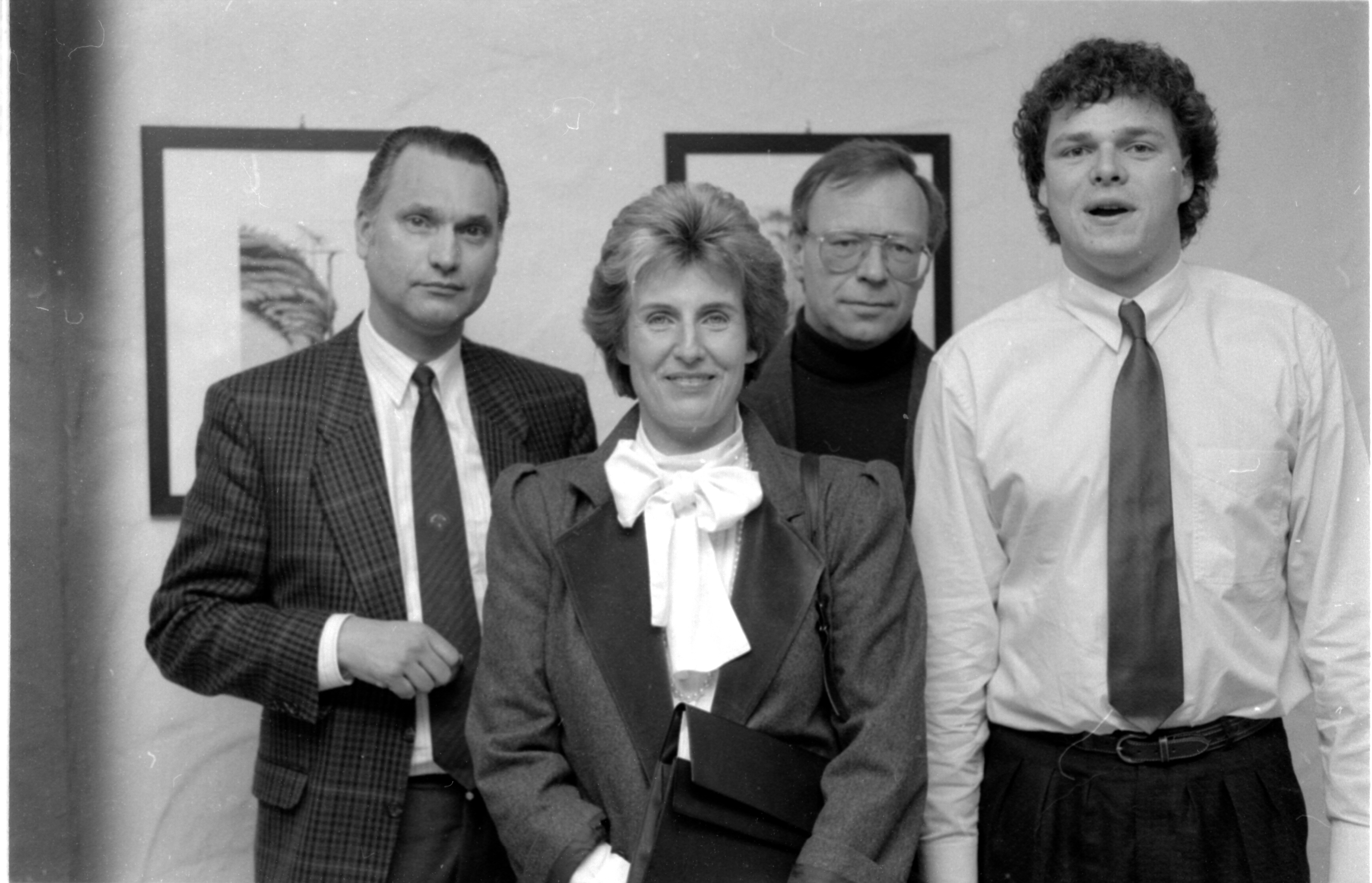
Ehrenberg (rechts) mit Hans Hermann Dieckvoß, Cornelia Schmalz-Jacobsen und Hans-Artur Bauckhage, 1989

Birger Ehrenberg (* 6. September 1962 in Mainz) ist ein Sachverständiger für die Bewertung von bebauten und unbebauten Grundstücken und war als Politiker für die rheinland-pfälzische FDP von 1991 bis 1996 Abgeordneter des Landtages Rheinland-Pfalz. Er ist außerdem Chartered Surveyor.

## Ausbildung und Beruf
Seit 1981 ist Birger Ehrenberg in Projektentwicklung, Wohnungs- und Gewerbebau, sowie Immobilienconsulting tätig. Seine Aktivität als Sachverständiger zur Bewertung von bebauten und unbebauten Grundstücken nahm er 1989 auf und ist seit 1996 öffentlich bestellter Sachverständiger bei der Industrie- und Handelskammer für Rheinhessen. Ehrenberg wurde 2002 Mitglied der Royal Institution of Chartered Surveyors und seit 2012 Fellow dieses Berufsverbands. Im Fachbereich Architektur/Immobilienbewertung ist Ehrenberg Lehrbeauftragter an der Hochschule Mainz. 

## Politik
Birger Ehrenberg war Landesvorsitzender der Jungen Liberalen und gehörte von 1991 bis 1996 dem Rheinland-Pfälzischen Landtag an und war dort Mitglied im Ausschuss für Wohnungsbaupolitik sowie Spezialist für die Landesbauordnung (LBauO) Rheinland-Pfalz. Er ist mit Beginn der 13. Legislaturperiode aus dem Landtag ausgeschieden. Mit Beginn seiner Abgeordnetentätigkeit wurde er auch ehrenamtlicher Gutachter im Gutachterausschuss der Stadt Mainz.
Nach seiner Landtagstätigkeit war er vom 30. März 1999 bis 29. Mai 2003 Mitglied des rheinland-pfälzischen Landesplanungsbeirates. Seit 2005 arbeitet Ehrenberg ehrenamtlich als Mitglied des oberen Gutachterausschusses des Landes Rheinland-Pfalz.